# Voivodato della Precarpazia

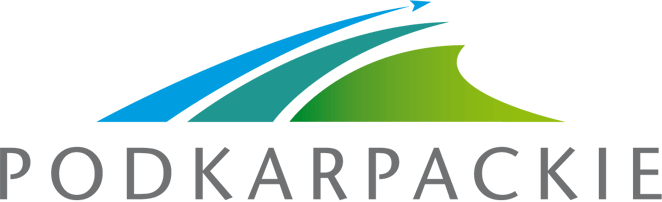
Logo

Il voivodato della Precarpazia o Podcarpazia (in polacco Województwo Podkarpackie) è uno dei 16 voivodati della Polonia. Il voivodato si trova nel sudest del territorio polacco ed è stato creato con la riforma del 1999 dai precedenti voivodati di Przemyśl, Rzeszów, Krosno e parte di quelli di Tarnobrzeg e Tarnów. L'attuale territorio del voivodato oggi consiste in una parte della regione storica della Rutenia Rossa o Galizia, la quale è stata divisa tra la Polonia e l'Unione Sovietica (dal 1992 parte dell'Ucraina come oblast' di Leopoli) dopo la seconda guerra mondiale. Storicamente Leopoli era il centro amministrativo di questa regione della Polonia, ma dopo il 1945, quando la città divenne parte dell'Unione Sovietica, il ruolo di capoluogo passò a Rzeszów.

## Geografia fisica
Il voivodato della Precarpazia è delimitato dal voivodato della Piccola Polonia a ovest, da quello della Santacroce a nord-ovest, da quello di Lublino a nord, dalla Slovacchia a sud e dall'Ucraina a est. Si estende su una superficie di 17.844 km² ed ha una popolazione che nel 2006 ammontava a 2.096.971 abitanti. Il territorio è per lo più collinare o montuoso; la parte nordoccidentale è piatta. È uno dei voivodati con la più elevata percentuale di zone boschive (35,9% della superficie totale): all'interno ci sono il Parco nazionale Bieszczady e parti del Parco nazionale del Magura.

Suddivisione del voivodato in distretti

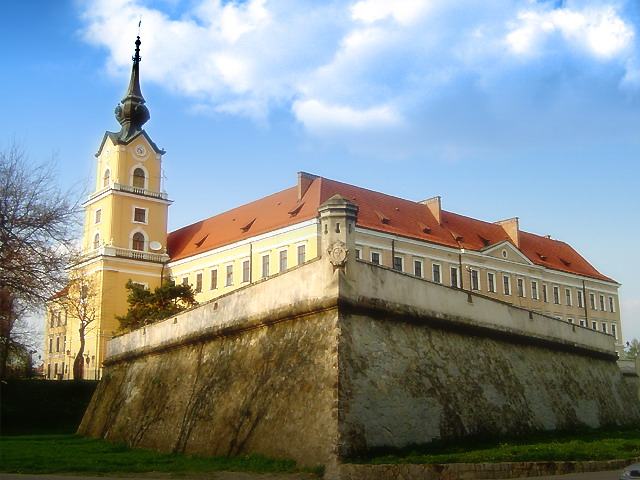
Il castello di Rzeszów

## Geografia antropica
Il voivodato della Precarpazia è diviso in 21 distretti che sono:
- Bieszczady
- Brzozów
- Dębica
- Jarosław
- Jasło
- Kolbuszowa
- Krosno
- Lesko
- Leżajsk
- Lubaczów
- Łańcut
- Mielec
- Nisko
- Przemyśl
- Przeworsk
- Ropczyce-Sędziszów
- Rzeszów
- Sanok
- Stalowa Wola
- Strzyżów
- Tarnobrzeg

Le città di Tarnobrzeg, Rzeszów, Przemyśl e Krosno sono invece fuori dall'amministrazione dei distretti e formano dei distretti urbani. Ogni distretto è a sua volta diviso in comuni con le sue frazioni.

## Economia
Il voivodato della Precarpazia è una delle regioni più povere dell'Unione europea. Rispetto al PIL espresso in potere d'acquisto, il voivodato nel 2006 ha raggiunto l'indice del 35,8 (UE-27 = 100). Il tasso di disoccupazione nel mese di giugno del 2010 è stato del 14,7%.

## Gruppi etnici
- Polacchi
- Pogórzani
- Ucraini
- Lemchi
- Bojko

## Aree protette
- Parco nazionale Bieszczady

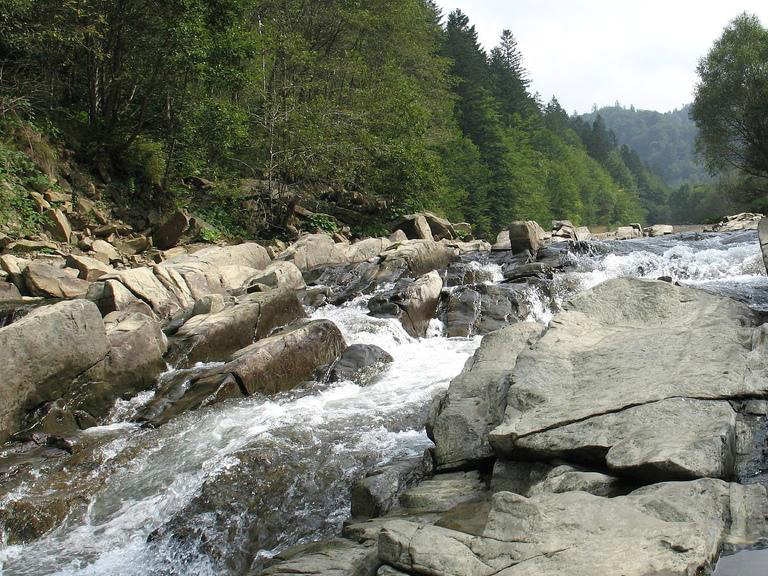
Torrente che attraversa una foresta dei Carpazi polacchi

- Parco nazionale del Magura (in parte nel voivodato della Piccola Polonia)
- Parco paesaggistico di Cisna-Wetlina
- Parco paesaggistico di Czarnorzeki-Strzyżów
- Parco paesaggistico di Jaśliska
- Parco paesaggistico delle Foreste di Janów (in parte nel voivodato di Lublino)
- Parco paesaggistico di Pasmo Brzanki (in parte nel voivodato della Piccola Polonia)
- Parco paesaggistico di Pogórze Przemyskie
- Parco paesaggistico di Puszcza Solska (in parte nel voivodato di Lublino)
- Parco paesaggistico della Valle del San
- Parco paesaggistico dei Monti Słonne
- Parco paesaggistico di Roztocze sud (in parte nel voivodato di Lublino)